# Zork I
Zork: The Great Underground Empire - Part I, més tard conegut com a Zork I, és un videojoc d'aventura conversacional programat per Marc Blank, Dave Lebling, Bruce Daniels i Tim Anderson i publicat per Infocom el 1980. Va ser el primer joc de la popular trilogia Zork i va ser llançat per a una àmplia gamma de sistemes informàtics, seguit per Zork II i Zork III. Va ser el primer joc d'Infocom, i es van vendre 378.987 còpies fins al 1986.